# Katsina (Bundesstaat)

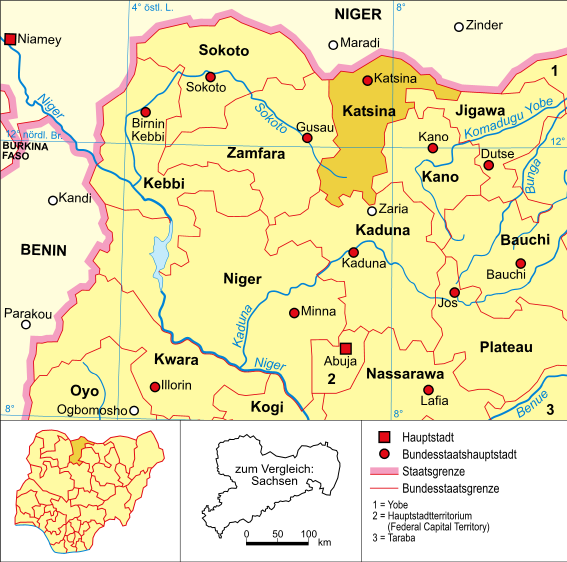
Lage von Katsina in Nigeria

Katsina ist ein Bundesstaat des westafrikanischen Landes Nigeria mit der gleichnamigen Hauptstadt Katsina, die mit 432.179 Einwohnern (2005) auch die größte Stadt des Bundesstaates ist.

## Geografie
Der Bundesstaat liegt im Norden des Landes und grenzt im Norden an die Republik Niger, im Süden an den Bundesstaat Kaduna, im Westen an den Bundesstaat Zamfara, im Nordosten an den Bundesstaat Jigawa und im Südosten an den Bundesstaat Kano.

## Bevölkerung
Die Einwohner des Bundesstaates Katsinas sind größtenteils sunnitische Muslime. Die ethnische Gruppe der Haussa (oft mit dem Volk der Fulani zur Bevölkerungsgruppe der Hausa-Fulani zusammengefasst) bilden die größte Volksgruppe im Bundesstaat. Im Bundesstaat Katsina gilt die Scharia, das islamische Recht.

## Geschichte
Der Bundesstaat wurde am 23. September 1987 aus einem Teil des Bundesstaates Kaduna gebildet. Erster Gouverneur war zwischen September 1987 und Juli 1988 Abdullahi Sarki Mukhtar. Gouverneur vom 29. Mai 1999 bis zum 29. Mai 2007 war Umaru Yar’Adua von der liberalkonservativen People’s Democratic Party (PDP), welcher 2007 zum Präsidenten Nigerias gewählt worden ist. Der gegenwärtige Gouverneur seit Mai 2007 ist Ibrahim Schema, ebenfalls von der PDP.

## Gouverneure und Administratoren
- Abdullahi Sarki Mukhtar (Gouverneur 1987–1988)
- Lawrence Onoja (Gouverneur 1988–1989)
- John Madaki (Gouverneur 1989–1992)
- Sa’idu Barda (Gouverneur 1992–1993)
- E. Acholonu (Administrator 1993–1996)
- Samaila Chama (Administrator 1996–1998)
- Joseph Akaagerger (Administrator 1998–1999)
- Umaru Yar’Adua (Gouverneur 1999–2007)

## Verwaltung
Der Staat gliedert sich in 34 Local Government Areas. Diese sind: Bakori, Batagarawa, Batsari, Baure, Bindawa, Charanchi, Dandume, Danja, Dan-Musa, Daura, Dutsi, Dutsin-Ma, Faskari, Funtua, Ingawa, Jibia, Kafur, Kaita, Kankara, Kankia, Katsina, Kurfi, Kusada, Mai’Adua, Malumfashi, Mani, Mashi, Matazu, Musawa, Rimi, Sabuwa, Safana, Sandamu und Zango.

## Wirtschaft

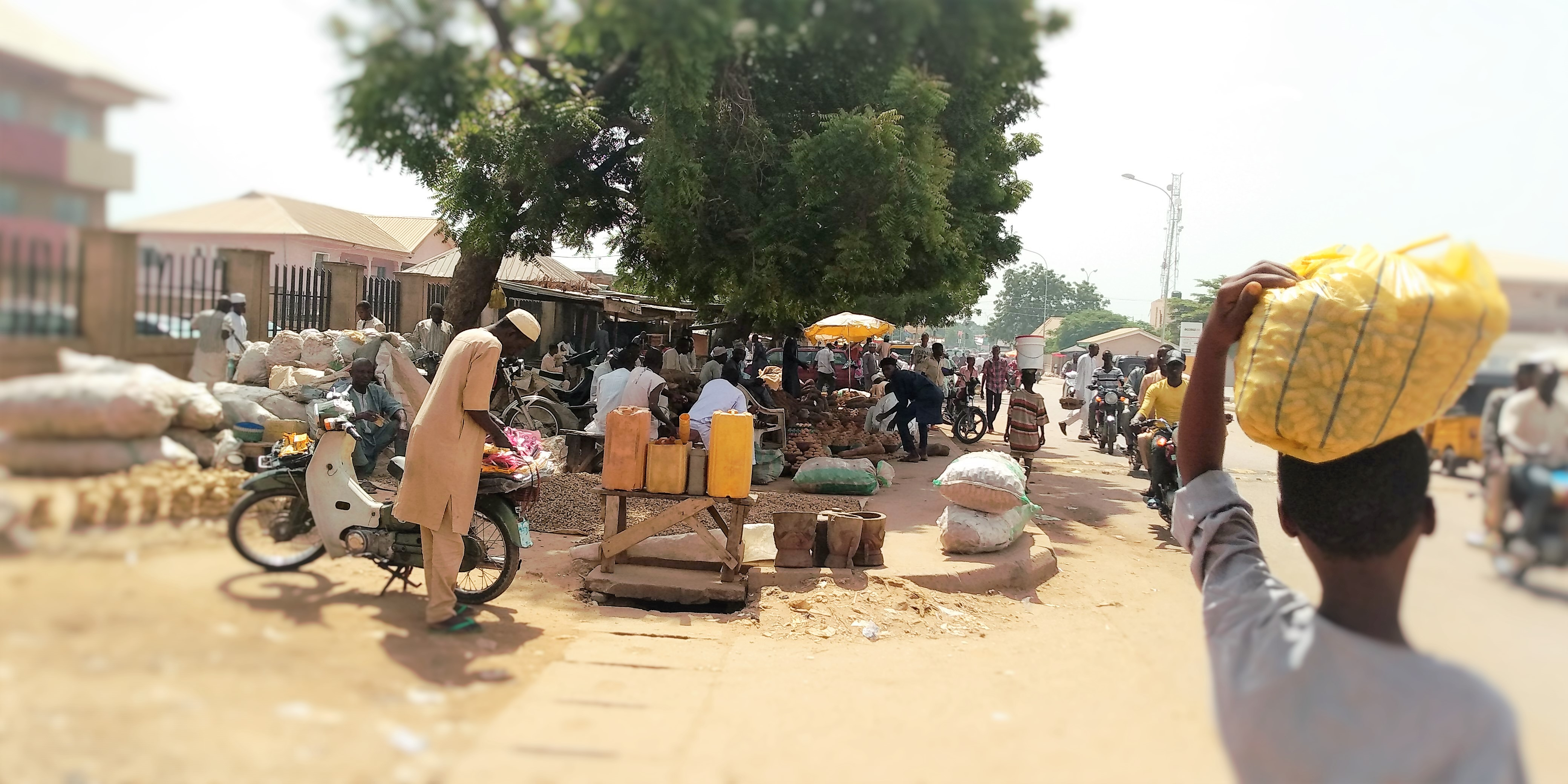
Markt in Kofar Kaura.

Die Landwirtschaft ist der wichtigste Wirtschaftszweig im Bundesstaat Katsina. 
Es werden Baumwolle, Erdnüsse, Hirse, Mais, Reis, Weizen und Gemüse angebaut. 
An Bodenschätzen werden unter anderem Kaolin und Asbest abgebaut.